# Rudolf Ferdinand Spitaler
Rudolf Ferdinand Spitaler (7 de enero de 1849 – 16 de octubre de 1946) fue un astrónomo austriaco, geofísico, meteorólogo y climatólogo.
Descubrió 64 objetos IC mientras trabajaba en el Observatorio de Viena; y, el cometa 113P/Spitaler.
Fue uno de los primeros en especular sobre la existencia de una 13.ª constelación zodiacal, el cual más tarde se sabría como Ofiuco.

## Algunas publicaciones
- Zeichnungen und Photographien Soy Grubb chen Refractor von 68cm (27 engl. Zoll) Öffnung En den Jahren 1885 bis 1890 (1891)

- Bahnbestimmung des Kometen 1851 III (Brorsen) (1894)

- Periodische Verschiebungen des Schwerpunktes der Erde (1905)

- Dado Achsenschwankungen der Erde als Ursache der Auslösung von Erdbeben (1913)

- Das Klima des Eiszeitalters (1921)